# Promatic
Albums par Proof
The Album the Time Forgot
(1999) Electric Coolaid: Acid Testing
(2002)
Promatic est un album studio en collaboration de Proof et Dogmatic, enregistré sous le nom d'artiste de Promatic (mot-valise composé du nom des deux rappeurs Proof et Dogmatic) et sorti le 27 août 2002.
L'intégralité des morceaux est produite par le duo Sicknotes, compositeur de titres pour D12 et Obie Trice.

## Liste des titres
| No  | Titre                                             | Durée |
| --- | ------------------------------------------------- | ----- |
| 1.  | The Adventure Begins                              | 0:45  |
| 2.  | Everyday                                          | 4:58  |
| 3.  | City of Boom                                      | 4:45  |
| 4.  | 313000                                            | 4:38  |
| 5.  | Take No Shorts (featuring Bakarak et JUS)         | 3:49  |
| 6.  | Feels Good (featuring Big Kullaz)                 | 2:53  |
| 7.  | Lesbian (featuring Kelly « Ghetto Child » Nobles) | 4:11  |
| 8.  | Life (featuring King Gordy)                       | 4:54  |
| 9.  | Do What I Wanna Do                                | 3:39  |
| 10. | Tear This Bitch Up                                | 4:03  |
| 11. | Ecstasy (featuring Bizarre)                       | 4:59  |
| 12. | Change of Hoe                                     | 2:14  |
| 13. | Got Yo Bitch (featuring Lola Damone)              | 4:05  |
| 14. | Dirtiest Grimiest                                 | 3:29  |
| 15. | Long Road                                         | 4:43  |
| 16. | Graduation (featuring JUS et Doris Igwe)          | 8:27  |
| 17. | Serious (featruring Strike The General)           |       |